# Síndrome de Rotor
El síndrome de Rotor es una enfermedad relativamente benigna, heredada de manera autosómica y recesiva, de etiología desconocida.
Tiene muchos elementos similares con el síndrome de Dubin-Johnson, con la excepción de que las células del hígado no resultan pigmentadas. El síntoma principal es la ictericia por razón del fallo en el procesamiento y almacenamiento de bilirrubina, generalmente sin prurito (picazón).
Característicamente, la sangre del paciente tiene concentraciones elevadas de bilirrubina, predominantemente de la fracción conjugada, causando una hiperbilirrubinemia.
El nombre fue dado por el internista filipino Arturo Belleza Rotor (1907-1988). Es una alteración rara familiar benigna, crónica con hiperbilirrubinemia conjugada fluctuante en intensidad que va entre los 4 y 5 mg/dL, pero es menor que 10 mg/dL. Los datos clínicos son inespecíficos y se detecta casi siempre durante la investigación de otros padecimientos. Las pruebas de funcionamiento hepático son normales así como la colecistografía oral. En ocasiones la retención de bromosulftaleína se encuentra elevada. Puede ser característica la presencia de concentración normal de ácidos biliares en plasma y aclaramiento de los mismos. El pronóstico es excelente y no requiere tratamiento.